# Udina
Das Udina-Vulkanmassiv (russisch Удина) erstreckt sich von WNW nach OSO am südlichen Ende der Kljutschewskaja-Vulkangruppe, südöstlich des Tolbatschik, und besteht aus zwei Schichtvulkanen. Im Westen liegt der 2886 m hohe andesitische Bolschaja Udina (russisch für Großer Udina, Höhe nach anderen Angaben 2920 m), der an seiner Südwestflanke einen markanten Lavadom trägt. Der 1945 m hohe, basaltische Malaya Udina (russisch für Kleiner Udina) liegt am östlichen Ende des Udina-Komplexes; auch an seinen Flanken sitzen kleine Lavadome. Über Ausbrüche des Udina-Komplexes in historischer Zeit ist nichts bekannt.
Im Umkreis von 20.000 Metern gibt es mehr als zehn Vulkane, wovon drei sehr aktiv sind.
Zwischen 1999 und September 2017 wurden etwa 100 schwache seismische Ereignisse unter dem Bolschaja Udina registriert, danach setzte ein Anstieg der Seismizität ein, mit etwa 2400 seismischen Ereignissen zwischen Oktober 2017 und Februar 2019, das stärkste mit einer Magnitude von 4,3 im Februar 2019. Eine 2018 durchgeführte Studie mit vier temporären seismischen Stationen sowie einer tomographischen Untersuchung im Gebiet legt das Vorhandensein von Magma mit einem hohen Gehalt an aufgeschmolzenem Material und Fluiden nahe, was eine Änderung des aktuellen Status des Vulkans von „Erloschen“ in „Aktiv“ rechtfertigen würde. Die registrierten Seismizitätscluster weisen zudem darauf hin, dass sich Magma aus dem Reservoir, das die Spalteneruptionen des Tolbatschik speist, einen Weg in Richtung des Bolschaja Udina gebahnt haben könnte.
Ein Vertreter des russischen Trofimuk Institute of Petroleum Geology and Geophysics sprach im Juni 2019 von einer 50%igen Ausbruchswahrscheinlichkeit des Bolschaja Udina, der strukturell dem 1955 nach fast tausendjähriger Ruhephase wieder ausgebrochenen Besymjanny ähnelt.